# Live Letters
Live Letters – album koncertowy zespołu The Rasmus nagrany na Gampel Open Air w Szwajcarii 21 sierpnia 2004. Album wydany w formie DVD.

## Lista utworów
Koncert na Gampel Open Air
1. "First Day of My Life" (z albumu Dead Letters)
2. "Guilty" (z albumu Dead Letters)
3. "F-F-F-Falling" (z albumu Into)
4. "Still Standing" (z albumu Dead Letters)
5. "Time to Burn" (z albumu Dead Letters)
6. "Bullet" (z albumu Into)
7. "Every Day" (z albumu Hell of a Tester)
8. "One & Only" (z albumu Into)
9. "In the Shadows" (z albumu Dead Letters)
10. "Funeral Song" (z albumu Dead Letters)
11. "In My Life" (z albumu Dead Letters)

Teledyski
1. "In the Shadows" (1st Finnish 'Bandit' version) – 2003
2. "In the Shadows" (2nd European 'Crow' version) – 2003
3. "In the Shadows" (3rd U.S./UK 'Mirror' version) – 2004
4. "In My Life" – 2003
5. "First Day of My Life" – 2003
6. "Funeral Song (The Resurrection)" – 2004
7. "Guilty" – 2004

Bonusy
- 4 filmy dokumentalne
- Zdjęcia
- Scenorysy
- Wywiady
- Making of z teledysków